# 微眼新鼬鳚
微眼新鼬鳚 ( 學名Typhlonus nasus ，英文名 facekess cusk，) 屬於鼬魚科，发现于印度洋和太平洋3,935至5,100米（12,910至16,732英尺）深处 。 體長可至46.5 cm（18.3英寸）。 
其英文名字反映了本物種極小的臉部。其口部位于头部的下方，外觀上在頭部兩側並無可見之眼睛，其眼睛乃藏於皮膚深處，在小型标本中可見。 它还拥有两对朝前的大鼻孔，位于口部上方。 微眼新鼬鳚头部两侧有明显的鳃盖和大而容易脫落的鳞片。 無尾鰭，而背鳍和臀鳍甚小，颜色较深，末端融合而替代尾鳍。相較於深色的魚鰭，身体相當苍白。